# فلسفه یونیکس

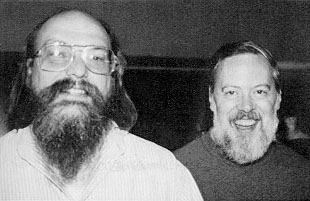
کن تامسون و دنیس ریچی، طرفداران کلیدی فلسفهٔ یونیکس

فلسفه یونیکس که سرمنشا آن کن تامسون است، مجموعه‌ای از هنجارهای فرهنگی و رویکردهای فلسفی برای توسعه نرم‌افزارهای کوچک اما تواناست که بر اساس تجربیات توسعه‌دهندگان برجسته سیستم‌عامل یونیکس شکل گرفته‌است. فلسفه یونیکس بر روی ساختاری کوچک، ساده، واضح، پیمانه‌ای و قابل گسترش تأکید دارد که به غیر از نویسندگان اصلی و اولیه کد، توسعه‌دهندگان دیگر هم بتوانند آن را به سادگی نگه‌داری کنند و برای اهداف مختلف از آن استفاده کنند.

## از نظر داگلاس مکلروی
«برنامه‌هایی بنویسید که تنها یک کار را انجام دهند، اما آن کار را به خوبی انجام دهند. برنامه‌هایی بنویسید که بتوانند با یکدیگر کار کنند. برنامه‌هایی بنویسید که بتوانند جریان‌های متنی را مدیریت کنند، چرا که آنها یک رابط جامع و کامل هستند.»

## مایک گانکارز
- کوچک زیباست.
- هر برنامه را طوری بسازید که یک کار را به‌خوبی انجام دهد.
- در اسرع وقت، یک نمونه اولیه (به انگلیسی: prototype) بسازید.
- پرتابل بودن را بر کارایی ارجحیت دهید.
- اطلاعات را در فایل‌های متنی ذخیره کنید.
- از نیروی نرم‌افزاری به نفع خود استفاده کنید.
- از شل اسکریپت‌ها برای افزایش پرتابل بودن و بهره‌وری استفاده کنید.
- از رابط‌های کاربری دست و پاگیر بپرهیزید.
- هر برنامه را به صورت یک فیلتر بسازید.

## گفتاوردها
- یونیکس ساده است، تنها کمی هوش می‌خواهد تا این سادگی را درک کرد. - دنیس ریچی
- یونیکس طوری طراحی نشده که کاربران را از انجام کارهای احمقانه بازدارد، چرا که این کار باعث می‌شود تا کاربران از انجام کارهای هوشمندانه هم بازداشته شوند. - دوگ گوین
- یونیکس هرگز نمی‌گوید «لطفاً». - راب پایک
- کسانی که یونیکس را درک نمی‌کنند، محکوم به اختراع مجدد آن هستند. - هنری اسپنسر